# Айден Ліндісфарнський
А́йден, або А́йден Ліндісфарнський (давньоірл. Aodhán, англ. Aidan of Lindisfarne, 600—651) — ірландський чернець, який приніс християнство в Нортумбрію і побудував Ліндісфарнський монастир на острові Ліндісфарн біля північно-східного берега Англії. Іменини — 31 серпня

## Біографія
Айдан, за походженням ірландець, був ченцем абатства на острові Айона. Цей монастир на острові заснував Колумба в 563 році. У 635 році король Нортумбрії Освальд звернувся до монахів монастиря з проханням надіслати місіонерів в Нортумбрію для проповідування християнства. Перша місія ченців закінчилася невдачею. На наступний рік, в 636 році, в Нортумбрію вирушив Айдан. Освальд дозволив Айдану побудувати монастир на острові Ліндісфарн, який в наступні роки став центром поширення християнства на території всієї нинішньої Шотландії.